# Cryptic Writings
Cryptic Writings è il settimo album della thrash metal band statunitense Megadeth. Fu pubblicato nel giugno del 1997 e successivamente nel 2004, in una versione remixata e rimasterizzata.
L'album ha debuttato al decimo posto della classifica Billboard Top 200.

## Descrizione
Questo sarà l'ultimo album in cui i Megadeth avranno come batterista Nick Menza, che ha avuto la militanza più lunga per un batterista nel gruppo.
Per alcune tracce sono stati girati dei video musicali: in particolare esse sono Trust, Almost Honest e A Secret Place.

## Tracce
1. Trust – 5:11
2. Almost Honest – 4:02
3. Use The Man – 4:35
4. Mastermind – 3:48
5. The Disintegrators – 2:50
6. I'll Get Even – 4:23
7. Sin – 3:06
8. A Secret Place – 5:29
9. Have Cool, Will Travel – 3:28
10. She-Wolf – 3:36
11. Vortex – 3:38
12. FFF – 2:38

### Bonus track edizione remaster 2004
1. Trust (Spanish version) – 5:12
2. Evil That's Within – 3:22
3. Vortex (Alternate version) – 3:30
4. Bullprick (2:47)

## Formazione
- Dave Mustaine - chitarra e voce
- Marty Friedman - chitarra
- David Ellefson - basso
- Nick Menza - batteria

## Classifiche
| Classifica (1997) | Posizione massima |
| ----------------- | ----------------- |
| Australia         | 43                |
| Austria           | 30                |
| Belgio (Vallonia) | 44                |
| Canada            | 17                |
| Finlandia         | 2                 |
| Francia           | 14                |
| Germania          | 22                |
| Giappone          | 7                 |
| Italia            | 17                |
| Norvegia          | 32                |
| Nuova Zelanda     | 34                |
| Paesi Bassi       | 48                |
| Regno Unito       | 38                |
| Stati Uniti       | 10                |
| Svezia            | 15                |
| Svizzera          | 45                |